# Palača Balović (stara)
Palača Balović je palača u Perastu. Palača je obitelji Balovića, koji su pripadali peraškom bratstvu (kazadi) Dentalima (Zubacima), poznatoj po radu u trgovačkoj i ratnoj mornarici.

## Povijest
Ova se palača obitelji Balović spominje u 17. stoljeću, bila je sjeverno od palače Viskovića i u svezi s njome je 1694. godina. Nalazi se na č.z. 231.
Nova palača datira iz polovice 18. stoljeća. Stilski palača pripada baroknoj arhitekturi.

## Smještaj
Nalazi u istočnom dijelu Perasta, u predjelu zvanom Luka, u zapadnom dijelu Luke. Nalazi se u drugom redu zgrada. Ispred je palača Visković.